# Clematis macropetala
Clematis macropetala är en ranunkelväxtart som beskrevs av Carl Friedrich von Ledebour. Clematis macropetala ingår i släktet klematisar, och familjen ranunkelväxter. Utöver nominatformen finns också underarten C. m. albiflora.

## Bildgalleri

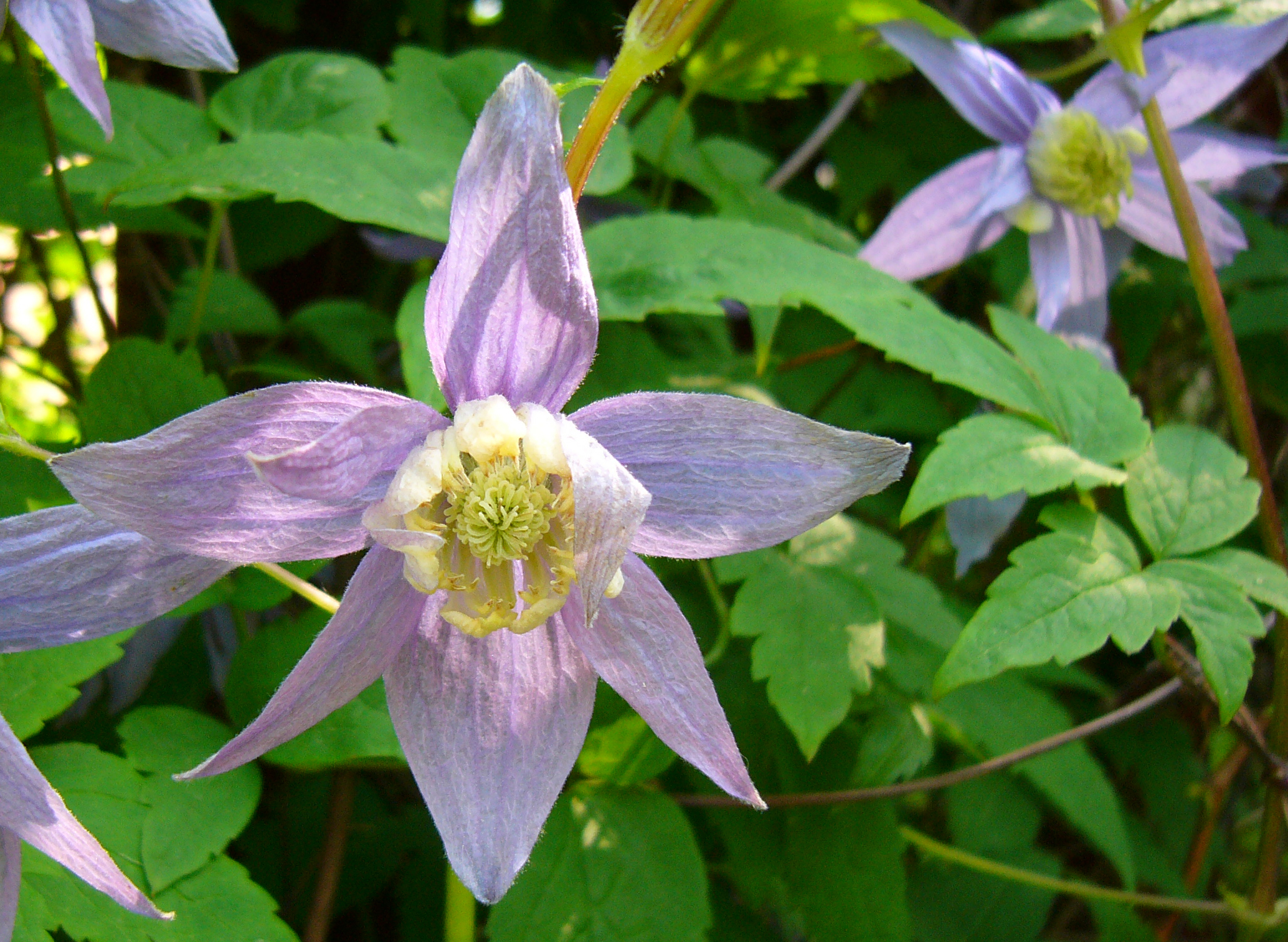